# STS-128
La STS-128 è stata una missione spaziale del Programma Space Shuttle, la 30° verso la Stazione spaziale internazionale e il volo di assemblaggio 17A. Il lancio del Discovery è avvenuto il 29 agosto 2009 alle 3:59 UTC, e ha trasportato in orbita il Multi-Purpose Logistics Module Leonardo. Il Discovery è atterrato il 12 settembre 2009 alle 00:53 UTC nella Base Aerea Edwards, è stata la 54ª missione del Programma Space Shuttle a dover atterrare nella base californiana.

## Equipaggio
| Ruolo                   | Equipaggio                                   | Equipaggio                                   |
| ----------------------- | -------------------------------------------- | -------------------------------------------- |
| Comandante              | Frederick Wilford Sturckow, NASA Quarto volo | Frederick Wilford Sturckow, NASA Quarto volo |
| Pilota                  | Kevin Anthony Ford, NASA Primo volo          | Kevin Anthony Ford, NASA Primo volo          |
| Specialista di missione | Patrick Graham Forrester, NASA Terzo volo    | Patrick Graham Forrester, NASA Terzo volo    |
| Specialista di missione | José M. Hernández, NASA Primo volo           | José M. Hernández, NASA Primo volo           |
| Specialista di missione | Christer Fuglesang, ESA Secondo volo         | Christer Fuglesang, ESA Secondo volo         |
| Specialista di missione | John Daniel Olivas, NASA Secondo volo        | John Daniel Olivas, NASA Secondo volo        |

Equipaggio ISS Expedition 20 in partenza
- Nicole Stott (1) - Ingegnere di volo

Equipaggio ISS Expedition 20 in ritorno
- Timothy Kopra (1) - Ingegnere di volo

Il numero tra parentesi indica il numero di voli spaziali eseguiti dall'astronauta compresa l'attuale missione.

## Scopi
Lo scopo primario della missione consiste nel trasporto del MPLM Leonardo sulla stazione spaziale, oltre alla rotazione dell'equipaggio. Nel modulo verranno inseriti rifornimenti ed equipaggiamenti.

## Statistiche della missione
- 159ª missione umana Americana nello spazio
- 128ª missione Shuttle
- 103ª missione dopo il disastro del Challenger
- 15ª missione dopo il disastro del Columbia
- 37ª missione del Discovery
- 30ª missione di assemblaggio della ISS

## Stemma
Lo stemma rappresenta l'equipaggiamento, le persone e le nazioni che contribuiscono al volo. Il Discovery è illustrato con il Multi-Purpose Logistics Module (MPLM) Leonardo nella stiva di carico. La Terra e la Stazione Spaziale Internazionale circondano il simbolo dell'Astronaut Office, ricordando la continua presenza umana nello spazio. Attorno allo stemma sono presenti i nomi dei membri dell'equipaggio. Ai lati sono presenti le bandiere degli Stati Uniti e della Svezia, le due nazioni a cui appartengono gli astronauti della missione.

## Missione

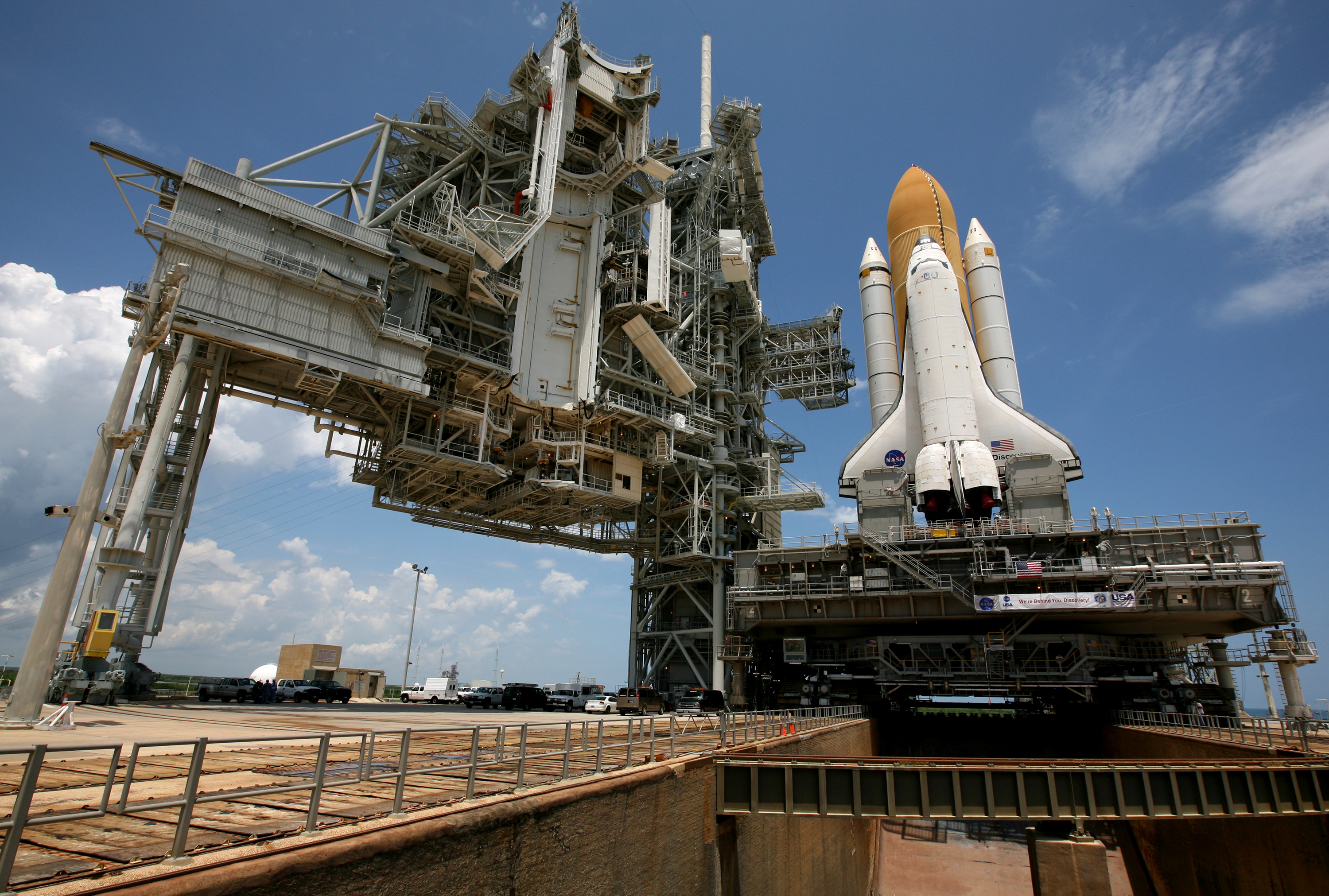
Il Discovery sulla piattaforma di lancio

### Carico della missione
Il carico principale della missione è costituito dal Multi-Purpose Logistics Module Leonardo, contenente rifornimenti ed equipaggiamento. In particolare è presente un alloggio per l'equipaggio da installare nel laboratorio Kibo, un nuovo tapis-roulant chiamato C.O.L.B.E.R.T. e l'Atmospheric Revitalization System (ARS).
Tra l'equipaggiamento scientifico, è presente il Fluids Integrated Rack, il primo Materials Science Research Rack (MSRR-1), il Minus Eighty Laboratory Freezer for ISS (MELFI-2). Il FIR permette di studiare il comportamento dei liquidi, mentre l'MSRR-1 quello dei materiali in microgravità. Il MELFI-2 è il secondo congelatore che permetterà di raggiungere temperature di -80 °C, e conserverà i campioni biologici per essere riportati sulla Terra. Sulla stazione è già presente un congelatore di questo tipo, portato a bordo nella missione STS-121.
Sul Discovery è presente anche un Lightweight Multi-Purpose Experiment Support Structure Carrier, una struttura per il trasporto di componenti sulla stazione che contiene un nuovo serbatoio di azoto per il rifornimento. Esso verrà sostituito con quello vecchio. Il serbatoio pieno pesa circa 820 kg, e sarà l'oggetto più pesante mai trasportato dagli astronauti durante una passeggiata spaziale.
Sullo Shuttle verrà ripetuto l'esperimento Boundary Layer Transition, per lo studio degli effetti dei flussi aerodinamici a velocità ipersoniche, analogo a quello condotto nella missione STS-119. In particolare, una mattonella dello scudo termico sarà posizionata in modo particolare, sollevata di 8,9 mm, per creare durante il rientro atmosferico una turbolenza nel flusso d'aria. I sensori cattureranno i dati necessari agli ingegneri NASA.
Inoltre, due mattonelle sono state rivestite di un particolare materiale per studiarne il comportamento durante il rientro. Questo rivestimento, se darà buoni risultati, verrà impiegato nella futura navetta Orion. Queste mattonelle contengono sensori per raccogliere vari dati.

### Pre-lancio
Lo Space Shuttle Discovery è stato spostato dall'Orbiter Processing Facility al Vehicle Assembly Building dopo l'autorizzazione all'impiego del nuovo serbatoio esterno, poiché dopo gli eventi di perdita di schiuma isolante dalla precedente missione STS-127 sono stati effettuati test stringenti sul nuovo serbatoio.
Inoltre, dopo le perdite di idrogeno dalla valvola di sfogo del Ground Umbilical Carrier Plate, avvenute durante il rifornimento del serbatoio esterno durante le missioni STS-119 e STS-127, dovute ad un disallineamento della valvola, si è deciso di sostituire il componente.
Lo Shuttle è stato spostato il 4 agosto alla piattaforma di lancio 39A, tramite il Crawler-transporter. A causa del maltempo, lo spostamento ha impiegato più tempo del solito. I sette astronauti sono giunti il giorno successivo al Kennedy Space Center per le normali attività di addestramento pre-lancio. Sono state apportate modifiche anche ai Solid Rocket Boosters, tra cui la sostituzione di una valvola malfunzionante. Ulteriori test sul serbatoio esterno, compiuti tramite scansioni a raggi X, hanno rivelato punti di vuoto nella schiuma isolante.
Il 25 agosto il lancio è stato rinviato di un giorno a causa del maltempo. Successivamente, un problema ad una valvola durante il rifornimento di propellente ha fatto spostare nuovamente la data del lancio. La valvola in questione si trova in una linea di alimentazione dell'idrogeno liquido e, dopo il rifornimento del serbatoio esterno, i sensori non hanno rilevato la sua chiusura. Per poter indagare se è un problema della valvola o del sensore, è stato necessario svuotare il serbatoio esterno e rinviare il lancio di almeno 48 ore. Il decollo è attualmente fissato per il 29 agosto alle 03:59 UTC.

## Cronologia

### Sabato 29 agosto (1º giorno, decollo)

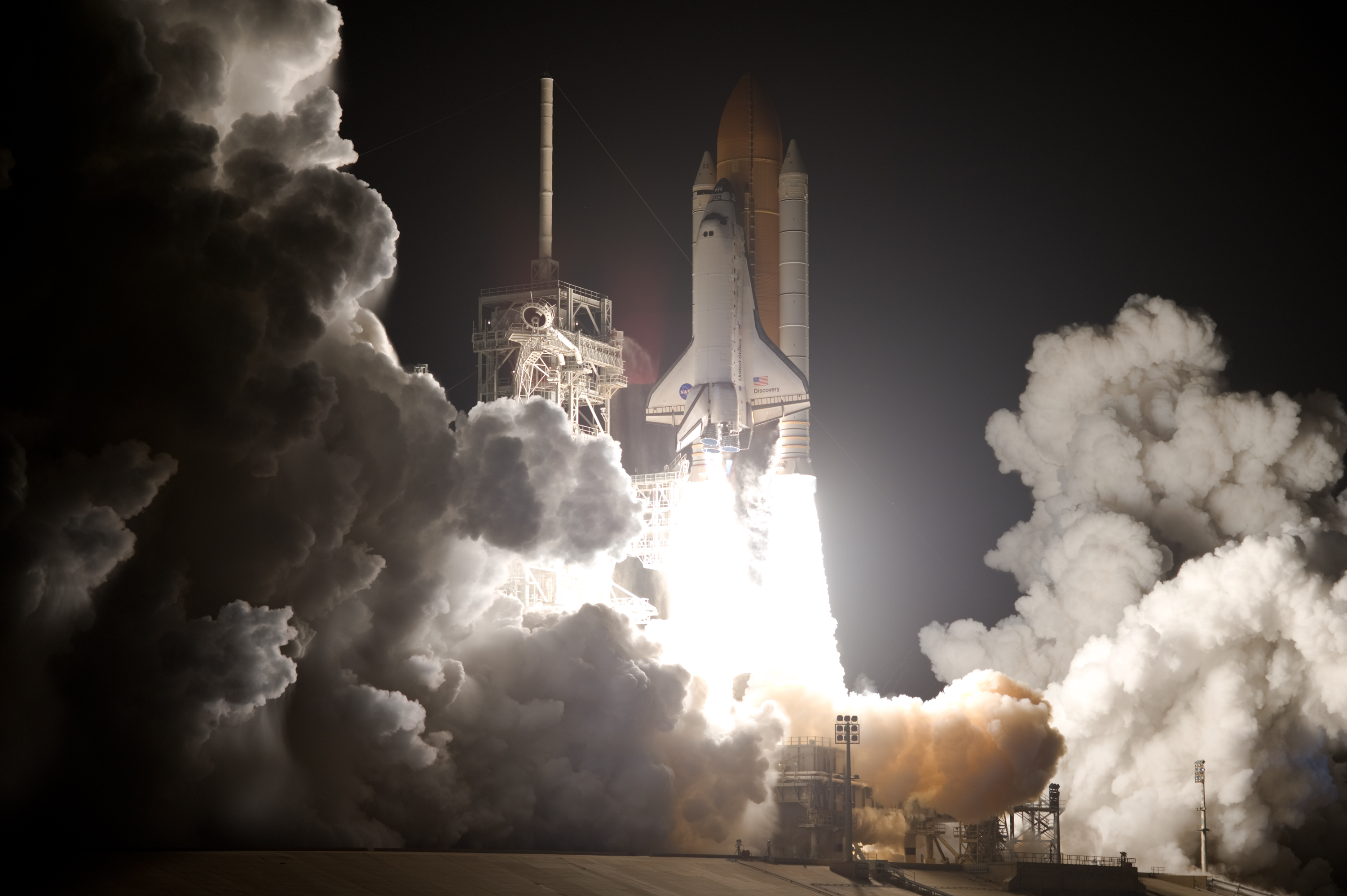
Il Discovery decolla dal Kennedy Space Center iniziando la missione STS-128

Gli astronauti hanno completato l'ingresso nel Discovery alle 01:15, e circa 45 minuti dopo è stato chiuso il portello. Le condizioni meteorologiche attorno al Kennedy Space Center sono migliorate, e alle 03:47 UTC è stato confermato il "via" per il lancio. Il Discovery ha completato il conto alla rovescia regolarmente ed è decollato all'orario previsto delle 03:59 UTC. Lo Space Shuttle ha raggiunto l'orbita alle 04:15 UTC. L'equipaggio ha iniziato il periodo di sonno alle 10:30 UTC. Dopo il risveglio alle 18:30 UTC, gli astronauti hanno condotto le attività di routine che precedono l'attracco alla stazione spaziale. Ford, Forrester e Hernandez hanno effettuato l'ispezione dello scudo termico dello Shuttle tramite l'OBSS. Olivas, Fuglesang e Strott hanno verificato le tute spaziali. Successivamente è stato esteso il sistema di attracco.

### Domenica 30 agosto (2º giorno)
Mentre Ford, Kopra, Forrester ed Hernandez hanno riposto l'OBSS nella stiva di carico, Sturckow, Fuglesang e Stott hanno iniziato lo spostamento delle tute spaziali e degli strumenti che saranno impiegati per le tre passeggiate spaziali previste dalla missione.
Il Discovery ha continuato la sua traiettoria di avvicinamento verso la stazione spaziale. Sturckow e Ford hanno effettuato qualche ultima manovra di correzione dell'orbita. Alle 22:27 UTC si è posizionato nel percorso finale di avvicinamento e nei pressi della stazione, il comandante Stuckow ha effettuato la consueta rendezvous pitch maneuver. L'attracco è avvenuto alle 00:54 UTC di lunedì.

### Lunedì 31 agosto (3º giorno)
Alle 02:33 UTC si sono aperti i portelli tra la stazione e lo shuttle. Dopo l'accoglienza a bordo della stazione, gli astronauti hanno iniziato a trasferire dell'equipaggiamento sulla stazione e hanno trasferito le tute spaziali che dovranno essere impiegate per le passeggiate spaziali.

### Martedì 1º settembre (4º giorno)
Tramite il braccio robotico della stazione, Ford e Barratt hanno rimosso il Multi-Purpose Logistics Module Leonardo dalla stiva di carico del Discovery e lo hanno agganciato sul modulo Harmony, in modo da accedervi dall'interno della stazione. Fuglesang e DeWinne hanno iniziato le operazioni di trasferimento. Sul modulo Leonardo sono presenti 8 tonnellate di rifornimenti, equipaggiamento ed esperimenti scientifici. Nel frattempo Olivas e Stott hanno iniziato i preparativi per la passeggiata spaziale, alloggiando nell'Joint Airlock dove la pressione è stata gradualmente abbassata in modo da rimuovere l'azoto dal flusso sanguigno degli astronauti.

### Mercoledì 2 settembre (5º giorno)

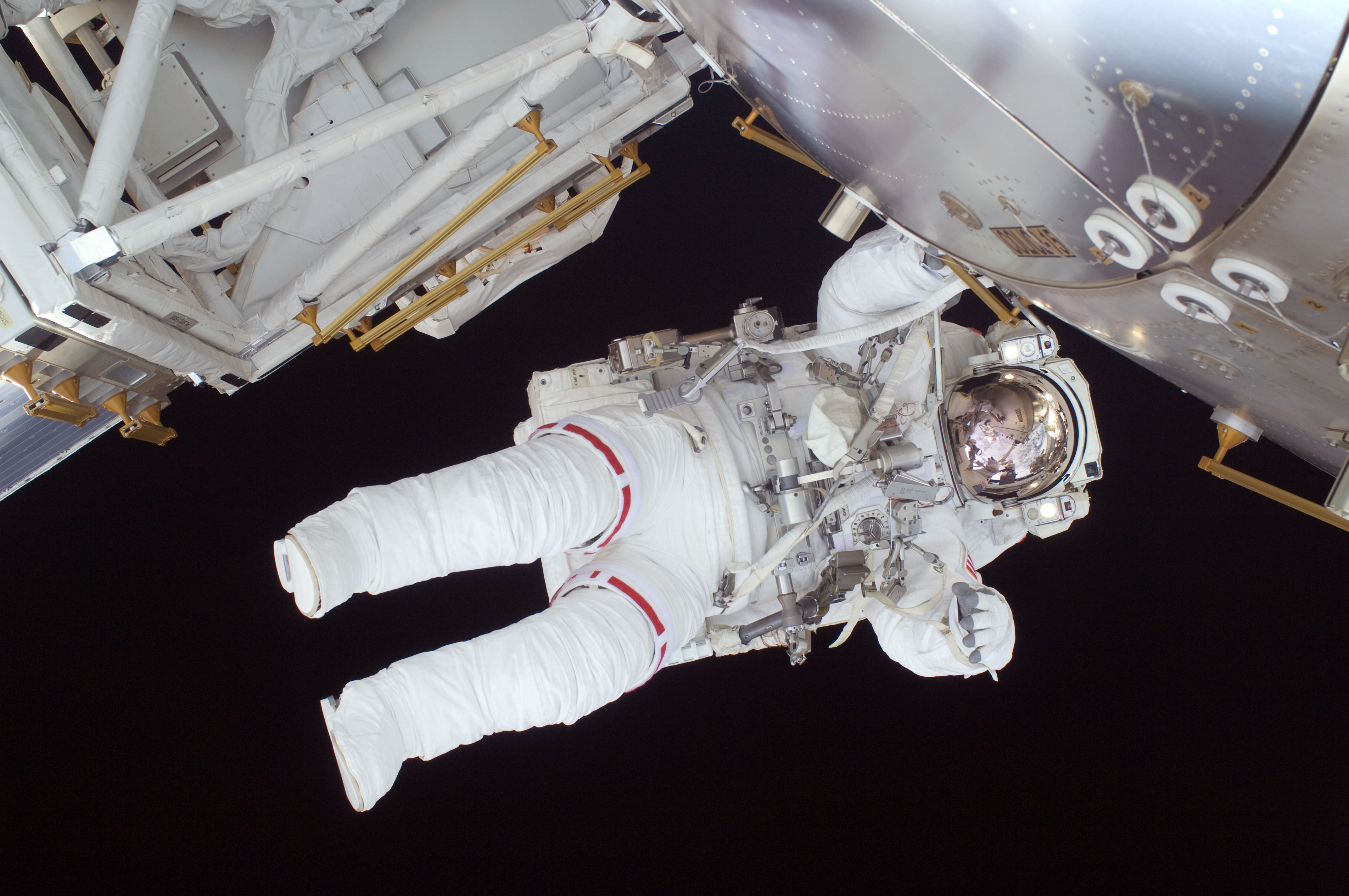
Nicole Stott durante la prima passeggiata della missione STS-128

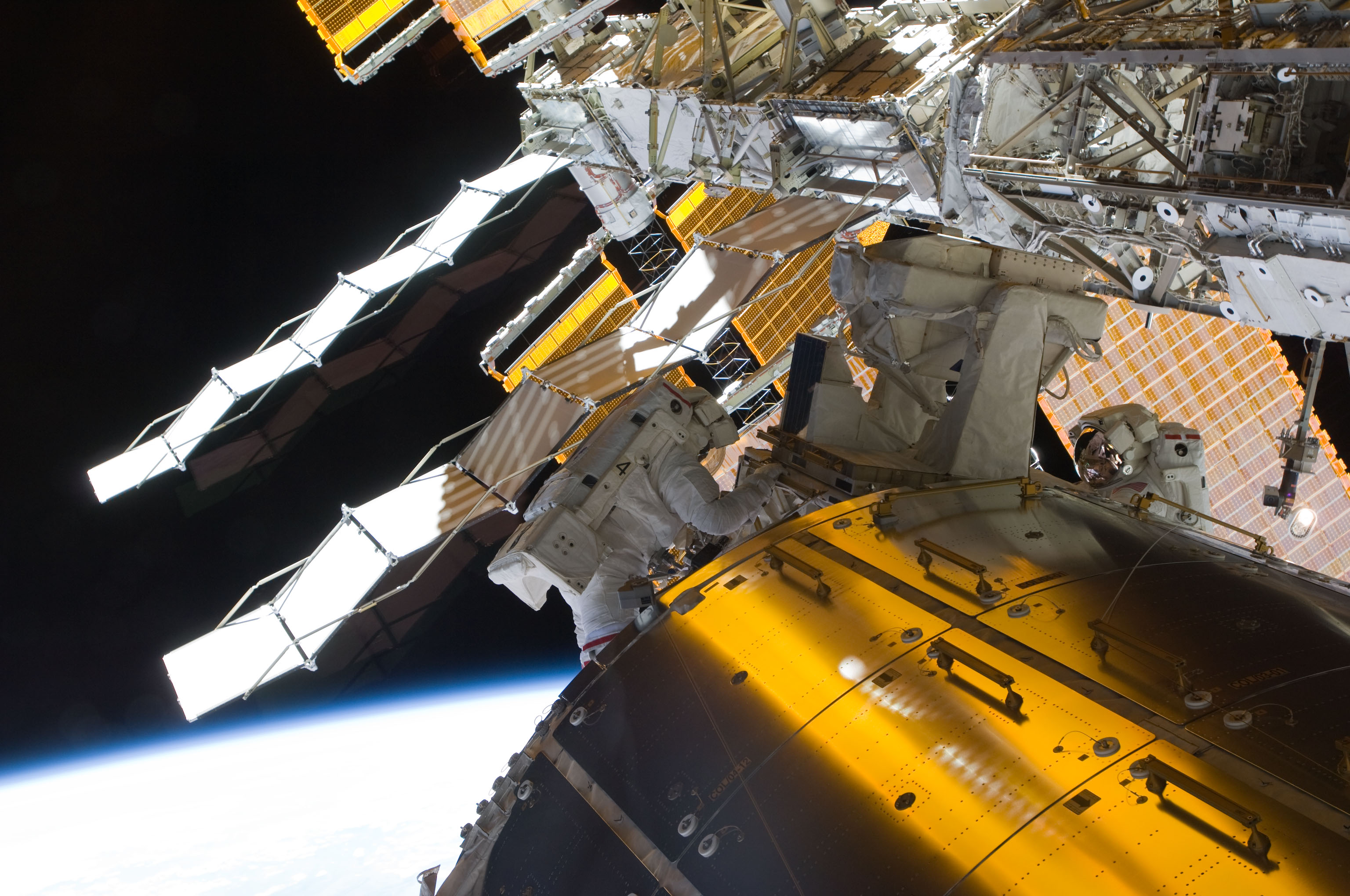
Olivas (sinistra) e Stott (destra) durante la prima passeggiata.

Con la prima passeggiata nello spazio delle tre previste per questa missione è stato rimosso il serbatoio di Ammoniaca vuoto e recuperati gli esperimenti Materials International Space Station Experiment ed European Technology Exposure Facility all'esterno del Columbus. Mentre l'EVA aveva luogo i membri rimasti all'interno della ISS hanno trasferito C.O.L.B.E.R.T. e l'Atmospheric Revitalization System (ARS) nel Node 3. Il tapis-roulant e l'ARS sono stati temporaneamente stivati nell'attesa di concludere i lavori nel modulo giapponese Kibo.

### Giovedì 3 settembre (6º giorno)
Durante la giornata l'equipaggio ha proseguito con l'attivazione del nuovo gruppo di supporto all'interno del modulo Kibo. Il trasferimento dal Multi-Purpose Logistics Module Leonardo del Fluids Integrated Rack (FIR), Materials Science Research Rack e il Minus Eighty Laboratory Freezer ISS 2 (MELFI-2). Gli astronauti Danny Olivas e Jose Hernandez hanno risposto ad alcune domande poste attraverso YouTube e Twitter. Olivas con Christer Fuglesang hanno iniziato i preparativi per la seconda passeggiata spaziale, prevista per il giorno 7, alloggiando nell'Joint Airlock dove la pressione è stata gradualmente abbassata in modo da rimuovere l'azoto dal flusso sanguigno degli astronauti.

### Venerdì 4 settembre (7º giorno)
Nel settimo giorno della missione Danny Olivas e Christer Fuglesang hanno effettuato la seconda passeggiata nello spazio. Olivas e Fuglesang hanno installato e connesso il nuovo serbatoio di ammonica "Ammonia Tank Assembly" (ATA) e si sono portati avanti su due fronti; uno di questi è stato l'installazione di una lente protettiva sulla fotocamera del Space Station Remote Manipulator (SSRMS). Una volta che il serbatoio ATA è stato installato, è stato collegato al sistema di raffreddamento. Mentre Olivas e Fugelsang si trovavano all'esterno della ISS, il resto dell'equipaggio ha continuato col trasferimento degli oggetti stivati nello Shuttle e sul MPLM Leonardo.

### Sabato 5 settembre (8º giorno)
L'ottavo giorno della missione del Discovery non prevedeva compiti particolari. I due equipaggi si sono dedicati all'esercizio fisico e alla calibrazione dell'H2 del sistema di generazione dell'ossigeno. C'è stato il passaggio ufficiale tra Kopra, che tornerà sulla terra con lo Shuttle, e la Stott che invece rimarrà sulla stazione orbitale. A fine giornata Olivas e Fuglesang sono entrati nella camera di bilanciamento in modo da prepararsi alla terza ed ultima passeggiata nello spazio pianificata per questa missione.

### Domenica 6 settembre (9º giorno)

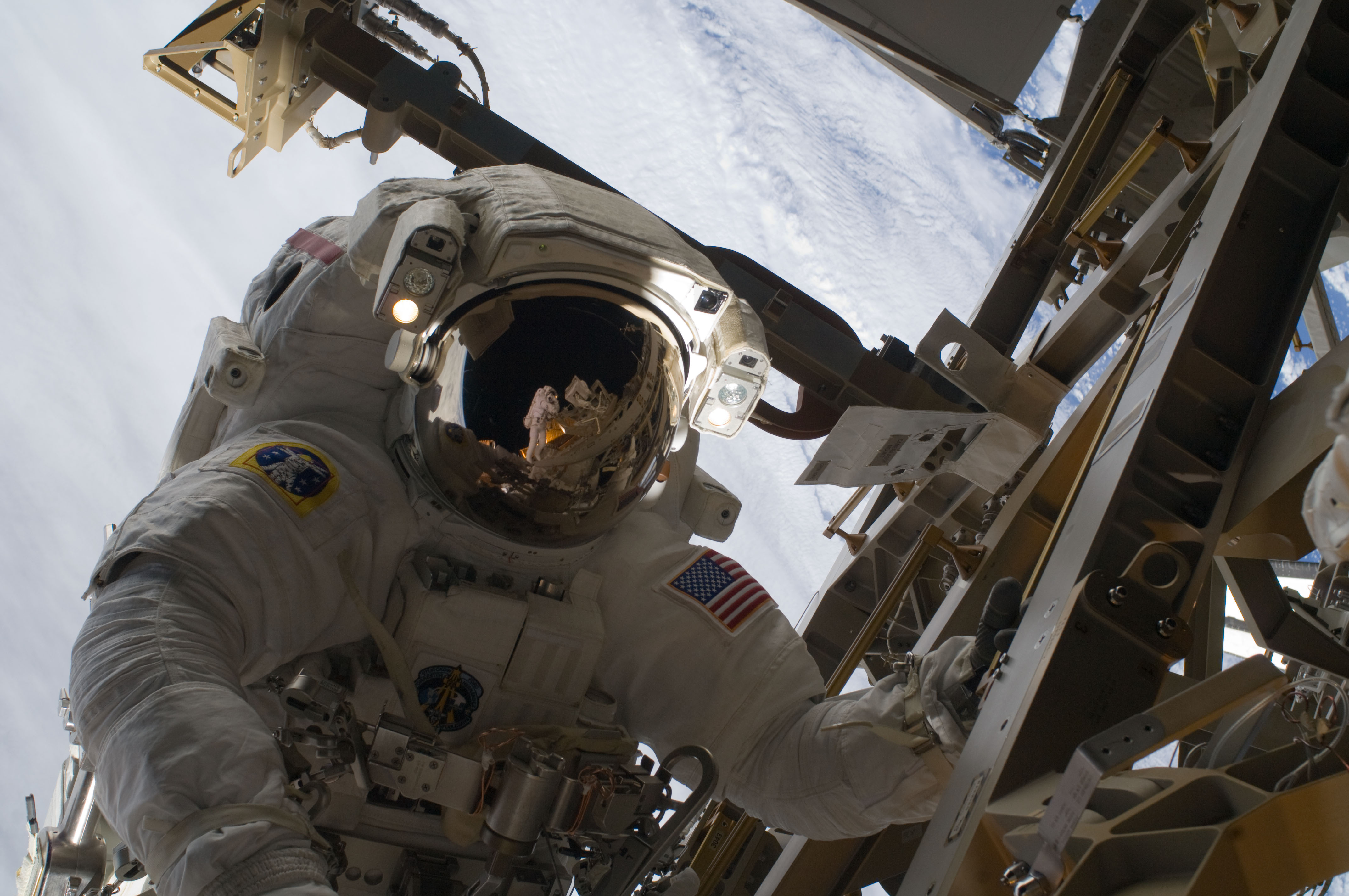
Olivas, e Fuglesang nel riflesso, durante la terza passeggiata.

Il nono giorno ha visto Danny Olivas e Christer Fuglesang effettuare la terza e ultima passeggiata prevista dalla missione. La coppia di astronauti ha portato a termine tutti i compiti, incluso l'installazione di due antenne GPS, il dispiegamento del Starboard 3 (S3) Payload attach System (PAS), un nuovo Rate Gyro Assembly (RGA) 2 e tirato i cavi per l'arrivo del Node 3. L'equipaggio all'interno della ISS ha continuato il trasferimento di materiale nel MPLM e nello Shuttle, soprattutto quello in ritorno sulla terra. L'equipaggio della ISS ha sostituito inoltre un bullone nel Common Berthing Mechanism (CBM) in modo da non bloccare MPLM e in modo da assicurare un corretto aggancio con l'HTV, il modulo di trasporto giapponese.

### Lunedì 7 settembre (10º giorno)
Il decimo giorno ha visto i due equipaggi riuniti all'opera nello spostamento di alcuni campioni dalla stazione orbitale al freezer dello Shuttle noto come Glacier. I campioni una volta ritornati verranno esaminati dagli scienziati che cercano un modo per prevenire la perdita di pesoa ossea e muscolare nello spazio, altresì per altre malattie terrestri. Gli equipaggi hanno inoltre completato la chiusura del Multi-Purpose Logistics Module Leonardo.

### Martedì 8 settembre (11º giorno)

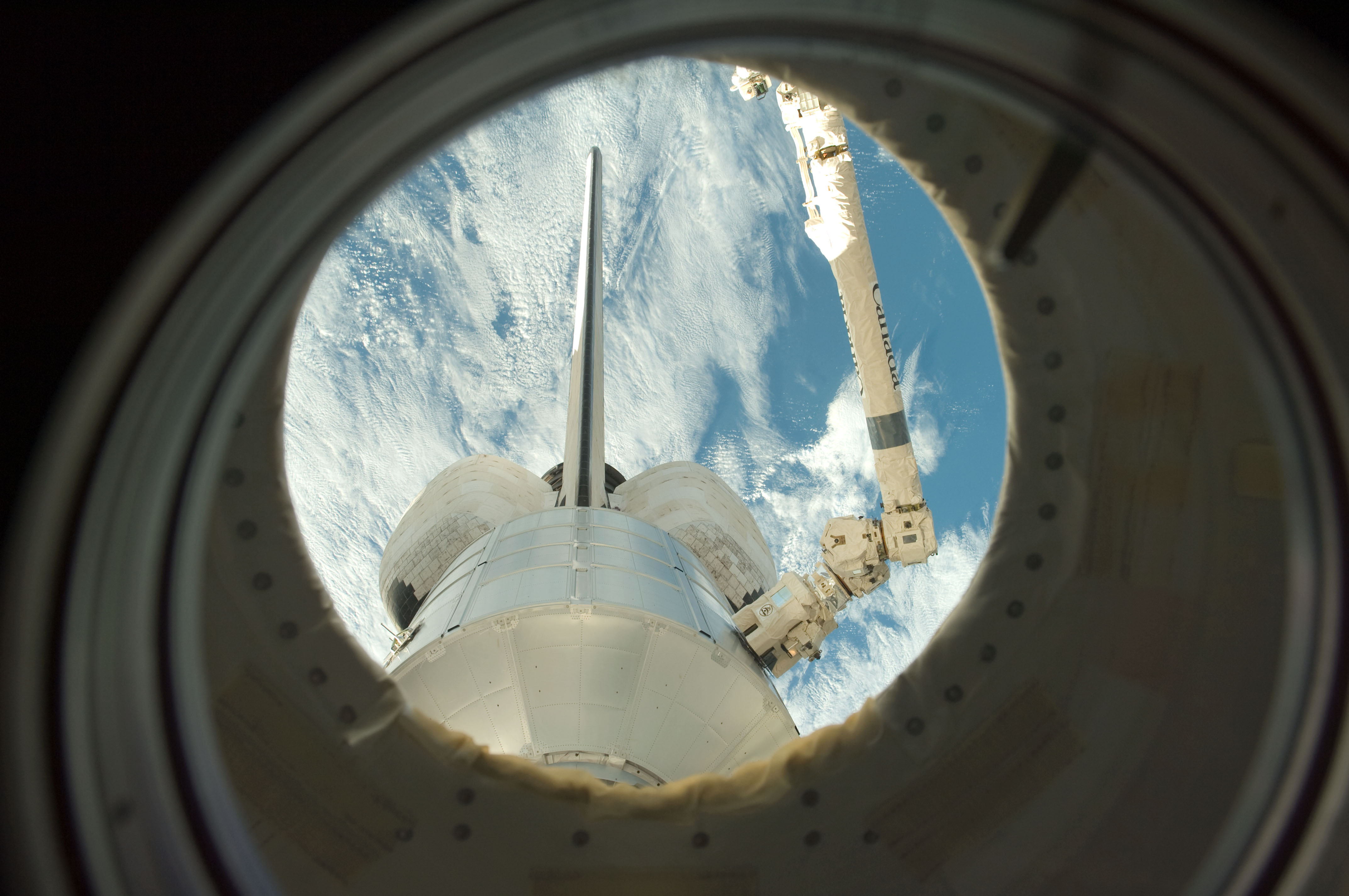
L'MPLM Leonardo riposto nuovamente nella stiva del Discovery.

Nell'undicesima giornata l'equipaggio riunito ha completato il trasferimento e la chiusura del MPLM. Una volta chiusi i boccaporti il MPLM è stato disattivato, sganciato e riposto nella stiva dello Shuttle. Alla fine dei lavori, c'è stata la cerimonia di addio tra i due equipaggi e la chiusura dei boccaporti tra lo Shuttle e la ISS. Una volta chiusi i portelloni, è stato depressurizzato il Pressurized Mating Adapter 2, per portarsi avanti in vista dello sgancio. L'equipaggio dello Shuttle, prima di coricarsi, ha effettuato settaggi e controlli in vista del rientro.

### Mercoledì 9 settembre (12º giorno)
Lo Shuttle alle 19:26 UTC si è sganciato senza problemi dalla stazione orbitale. Dopo il distacco lo shuttle si è allontanato ed ha effettuato un volo attorno alla stazione orbitale. Poi ha effettuato due accensioni dei propulsori per l'allontanamento. In seguito gli astronauti Kevin Ford, Jose Hernandez e Christer Fuglesang hanno ispezionato lo scudo termico del veicolo con l'ausilio del Orbiter Boom Sensor System (OBSS). Finiti i controlli l'OBSS è stato riposto nel compartimento di dritta della stiva di carico e il braccio meccanico Remote Manipulator System è stato disattivato.

### Giovedì 10 settembre (13º giorno)
Nella giornata l'equipaggio dello Shuttle ha provveduto ad immagazzinare il materiale in vista dell'atterraggio. Il comandante Frederick W. Sturckow e il pilota Kevin A. Ford hanno effettuato i controlli standard del Flight Control Systems (FCS), dei getti del Reaction control system (RCS) e la comunicazione con il suolo. Inoltre è stato disattivato il Wing Leading Edge System (WLES) (gli ipersostentatori) e stivata l'antenna Banda-Ku. L'equipaggio ha poi rivisto le procedure di atterraggio.

### Venerdì 11 settembre (14º giorno)
Per il quattordicesimo giorno era previsto il regolare rientro dello Shuttle al Kennedy Space Center alle 11:04 UTC, ma a causa di condizioni meteorologiche avverse il rientro è stato ritardato. La seconda opportunità era programmata alla 00:40 UTC, ma anch'essa non è andata a buon fine sempre per le condizioni meteorologiche. Il rientro è spostato al giorno dopo.

### Sabato 12 settembre (15º giorno, atterraggio)
Dopo altri due tentativi di rientro al Kennedy Space Center annullati a causa del maltempo si è scelto di spostare l'atterraggio nella Base Aerea Edwards in California. Alle 11:47 UTC il Discovery ha acceso i motori per uscire dall'orbita e alle 00:53 UTC ha toccato il suolo portando a termine con successo la sua missione.

### Attività extraveicolari
|       | Astronauta                     | Inizio                 | Fine                  | Durata          | Missione |
| ----- | ------------------------------ | ---------------------- | --------------------- | --------------- | --- |
| EVA 1 | John Olivas Nicole Stott       | 1º settembre 21:49 UTC | 2 settembre 4:24 UTC  | 6 ore 35 minuti | Preparazione per la sostituzione di un serbatoio di ammoniaca. Recupero degli esperimenti Materials International Space Station Experiment ed European Technology Exposure Facility all'esterno del Columbus e immagazzinamento nella stiva di carico del Discovery per essere riportati a Terra. Durante l'attività Extraveicolare Olivas ha riscontrato un consumo eccessivo dell'indice del suo guanto destro; dopo una verifica delle foto fatta alla tuta prima della partenza non è stato riscontrato nessun difetto. Olivas ha inoltre riscontrato alcuni danni a un toolbox della stazione orbitale causati da micrometeoriti e detriti spaziali; sono state scattate alcune foto per una verifica approfondita. |
| EVA 2 | John Olivas Christer Fuglesang | 3 settembre 23:13 UTC  | 4 settembre 4:51 UTC  | 6 ore 39 minuti | Rimozione del nuovo serbatoio di ammoniaca dalla stiva di carico del Discovery e sostituzione con quello della stazione. Stivaggio del vecchio serbatoio sul Discovery. Fuglesang ha riscontrato dei problemi ha uno dei due faretti del suo casco, che però non ha compromesso la buona riuscita delle operazioni. |
| EVA 3 | John Olivas Christer Fuglesang | 5 settembre 20:39 UTC  | 6 settembre 03:40 UTC | 7 ore 1 minuto  | Preparazione dell'installazione del nodo Tranquility collegando cavi tra l'integrated truss structure e il modulo Unity nell'area dove sarà installato il nuovo modulo. Quest'ultimo sarà trasportato con la missione STS-130 nel 2010. Sostituzione di un dispositivo di comunicazione, installazione di due antenne GPS. |

## Risveglio
Come tradizione per tutti i voli NASA a partire dal Programma Gemini, per ogni giorno di missione, l'equipaggio della STS-128 ascolta un particolare brano musicale scelto da un astronauta, che per lui ha un particolare significato.
- Giorno 2: "Back in the Saddle Again" di Gene Autry per Frederick W. Sturckow. WAV MP3
- Giorno 3: "Made to Love" di TobyMac per Nicole Stott. WAV MP3
- Giorno 4: “Mi Tierra” di Gloria Estefan per Jose Hernandez. WAV MP3
- Giorno 5: “Indiana, Our Indiana” di Indiana University Band per Kevin A. Ford. WAV MP3
- Giorno 6: “What A Wonderful World” di Louis Armstrong per Christer Fuglesang. WAV MP3
- Giorno 7: “There is a God” di 33 Miles per Patrick G. Forrester. WAV MP3
- Giorno 8: “What A Wonderful World” di Louis Armstrong per Danny Olivas (Questa canzone è stata suonata per lui anche nella missione STS-117). WAV MP3
- Giorno 9: “El Hijo del Pueblo” di José Alfredo Jiménez per Jose Hernandez. WAV[collegamento interrotto] MP3[collegamento interrotto]
- Giorno 10: “Rocket” di Andrew Peterson per 	Patrick G. Forrester. WAV MP3
- Giorno 11: “Only One” di Jeremy Kay per John D. Olivas WAV MP3
- Giorno 12: “Beautiful Day” di U2 per Timothy Kopra WAV MP3
- Giorno 13: "Sailing" di Rod Stewart per Christer Fuglesang WAV MP3
- Giorno 14: "Good Day Sunshine" di The Beatles per Kevin A. Ford WAV MP3
- Giorno 15: "Big Boy Toys" di Aaron Tippin per Frederick W. Sturckow WAV MP3

## Missione di riserva

### STS-329
STS-329 è la sigla assegnata agli equipaggi di supporto (Contingency Shuttle Crew Support) pronti al lancio in caso di guasti alla missione STS-128. La missione STS-329 sarebbe stata una versione modificata della missione STS-129 dello Space Shuttle Atlantis, con un equipaggio di quattro astronauti.